# 剣客
『剣客』（けんかく、原題：검객、英題：The Swordsman）は、2020年公開の韓国のチェ・ジェフン監督による2020年の歴史ドラマアクション映画。チェ・ジェフンが監督を務め、主人公の剣士をチャン・ヒョクが演じた。

## キャスト

### メイン
- テユル - チャン・ヒョク

朝鮮最強の剣客
- Gyeom Sa-bok - イ・ミンヒョク

若き日のテユル
- テオク - キム・ヒョンス（英語版）

テユルの娘
- クルタイ - ジョー・タスリム

清の皇族で、黄江の奴隷商人たちの頭領
- ミン・スンホ - チョン・マンシク（英語版）

朝鮮最高の武官
- Hwa Seon - Lee Na-kyeong

朝鮮の貿易商

### 助演
- Lee Mok-yo - チェ・ジノ（英語版）

清と対立する朝鮮の貴族
- ムサ - チ・スンヒョン（英語版）

クルタイの部下
- Hwa Sam - Ji Gun-woo
- Jumo - Gong Sang-a
- Sashin - Shin Jae-hwan
- Mukan - Chun Yung-am
- Jo Chung - Yoon Seong-hoon
- クルタイのヨーロッパ系愛人 - アンジェリーナ・ダニロワ（英語版）

### 特別出演
- 光海君 - チャン・ヒョンソン（英語版）

## 製作
2017年6月9日に台本の読み合わせが行われ、その後、同年6月15日に主要撮影が開始され、9月には撮影が終了した。

## 公開
当初、韓国では2020年9月17日に公開予定だったが、韓国でのCOVID-19のパンデミックにより、公開が1週間延期され、結局、2020年9月23日の公開となった。
本作は55カ国に先行販売され、第40回ハワイ国際映画祭に招待されたほか、2020年韓国インドネシア映画祭のオープニング作品に選ばれた。シンガポールでは10月15日に、台湾では10月16日に、インドネシアでは10月29日に、ベトナムでは2020年11月13日に公開され、翌2021年4月2日には日本でも公開された。
また、グラスゴー映画祭2021や、シドニー映画祭2021にも参加した。2022年7月には、第21回ニューヨーク・アジアン映画祭に招待され、7月19日にリンカーンセンターで上映された。

## 評価

### 受賞歴・ノミネート歴
| 年   | 賞                                                               | 部門                                                  | 対象           | 結果 | Ref.  |
| ---- | ---------------------------------------------------------------- | ----------------------------------------------------- | -------------- | ---- | ----- |
| 2021 | 3rd Chungbuk International Martial Arts and Action Film Festival | Actor Award                                           | チャン・ヒョク | 受賞 | [ 8 ] |
| 2022 | 第21回ニューヨーク・アジアン映画祭                               | Daniel A. Craft Award for Excellence in Action Cinema | チャン・ヒョク | 受賞 | [ 9 ] |